# Sylvia Benton
Sylvia Benton (Lahore, 18 de agosto de 1887-Inverness, 12 de septiembre de 1985) fue una arqueóloga clásica británica, conocida por su trabajo sobre la antigua Grecia y la Cueva del Escultor en Moray, Escocia. Fue elegida miembro de la Sociedad de Anticuarios de Escocia en 1928 y miembro de la Sociedad de Anticuarios de Londres en 1937.

## Educación
Sylvia Benton nació el 18 de agosto de 1887 en Lahore, en India, puesto que en ese momento, su padre, Alexander Hay Benton, era juez del Tribunal Supremo de la India. Su madre era Rose Sheriffston, nacida en Moray, Escocia. Asistió a la escuela primaria de St Margaret en Polmont, Escocia y a la escuela secundaria de Wimbledon en Londres. De 1907 a 1910, concurrió a Girton College, Cambridge, siguiendo Estudios Clásicos. Después de Cambridge, enseñó en la escuela secundaria en Manchester y regresó a Cambridge para obtener un Certificado de Formación de Profesores. A partir de entonces, ocupó puestos docentes en escuelas de Oldham, Reading y Clapham durante quince años. Durante este tiempo desarrolló un interés en la arqueología clásica y el estudio de Homero.
Benton viajó por todo Grecia en 1926. Ya a la edad de treinta años decidió estudiar para seguir su deseo de convertirse en una de las primeras mujeres arqueólogas, situación que contó con la de oposición de arqueólogos en la profesión, pero recibió un fuerte estímulo del joven Gordon Childe, a quien había conocido en Grecia.
De 1927 a 1928 fue estudiante en la Escuela Británica de Atenas y ayudó a la arqueóloga e instructora de la escuela, W. A. Heurtley, con las excavaciones en Calcídica, en el norte de Grecia. Benton fue rechazada para el período 1928-1929 en la escuela porque había desobedecido una orden del director de la escuela de no escalar sola el Monte Taigeto. Continuó ayudando a Heurtley en sus excavaciones en 1929. Fue aceptada nuevamente en la Escuela para el período escolar 1929-1930. Participó en excavaciones con Heurtley en Macedonia, Epiro y Tesalia en 1930 y 1931.
Prosiguió viajando por Grecia, a menudo acompañando a arqueólogos, incluidos Ralegh Radford y John Pendlebury. Regresó a Oxford para estudiar el diplomado en Arqueología Clásica, que obtuvo en 1932. Posteriormente, en 1934, completó un título en Letras con la disertación, La baronía de Ulises.

## Carrera profesional
De 1928 a 1930, estuvo en Escocia, excavando la Cueva del Escultor en Covesea en la costa sur del fiordo Moray. Allí descubrió evidencia de ocupación humana datada en la Edad del Bronce, la Edad del Hierro romana tardía y el período medieval. Al descubrir capas de arena en el piso de la cueva, encontró restos humanos, depósitos quemados en el suelo y evidencia de antiguos hogares de piedra. Se descubrió una gran cantidad de artefactos que evidenciaron las fechas de ocupación humana de la cueva desde el último periodo de la Edad del Bronce hasta la época medieval. Más tarde determinó que los artefactos de la Edad de Bronce encontrados en la cueva eran similares a los objetos encontrados en Europa Central durante el mismo período de tiempo. En un informe a la Sociedad Escocesa de Anticuarios en 1931, propuso que los ocupantes humanos del sitio habían emigrado de Europa Central, lo que era contrario a las opiniones de la comunidad de anticuarios escoceses. Treinta años después, sus puntos de vista fueron ampliamente aceptados y la 'fase Covesea' fue reconocida como un período de tiempo significativo de la Edad del Bronce tardía en Escocia. Fue elegida miembro de la Sociedad de Anticuarios de Escocia en 1928.
Regresó a Grecia en 1930 y ayudó en las excavaciones bajo la dirección de Huertley en Ítaca de 1930 a 1932 y en 1934. También participó en la excavación de una cueva en Ástaco en 1932 y en Zacinto con Hilda Lorimer en 1934. Después del retiro de Heurtley de la escuela en 1937, Benton comenzó a excavar por su cuenta en el norte de Ítaca, en Tris Langades, desde 1937 hasta 1938. Regresó para excavar en Aeots en 1938, donde descubrió importantes hallazgos de los períodos geométricos y arcaicos de la antigua Grecia. Continuó analizando esos hallazgos en el Museo Vathí en Ítaca durante varios años y publicó diferentes artículos sobre su trabajo.
Regresó a Inglaterra a fines de agosto de 1939, al comienzo de la Segunda Guerra Mundial y encontró trabajo de guerra en Londres, inicialmente para Hidrografía Naval. Más tarde trabajó con la brigada de bomberos de Londres por la noche. Resultó gravemente herida en el bombardeo de Londres en 1945. En la primavera de 1947, con la guerra terminada, pudo regresar a Grecia y trabajar en el Museo Vathí en Ítaca. El terremoto de 1953 devastó las islas Jónicas, mató a varios cientos de personas y destruyó muchos edificios. Después del terremoto, Benton participó en la restauración de los museos de Vathí y Stavros. Durante este período de tiempo, dividió su tiempo entre Ítaca y su hogar en Oxford, Inglaterra.
En la década de 1950, centró su investigación en los temas de monstruos, vientos y pájaros en el arte y la literatura griega. Es autora de varias publicaciones sobre los temas, pero su trabajo de doce años sobre aves no fue aceptado para publicación. Cuando completó su trabajo en la Cueva del Escultor en 1930, dejó una serie de depósitos y artefactos intactos en el suelo de la cueva para futuros arqueólogos. Cincuenta años después, en 1979, Benton regresó a la cueva durante la excavación por los arqueólogos Ian y Alexandra Shepherd, para recuperar los artefactos restantes. Benton, a la edad de noventa y dos años, bajó por un alto andamio en el acantilado sobre la cueva para ver el progreso de la excavación por parte del equipo arqueológico.
De espíritu jovial y jocoso, aunque desdeñaba todas las hipótesis artificiales, los aportes que propuso fueron realizados con «argumentos serios que mostraban un juicio frío en sus trabajos sobre la Edad de Bronce desde las tierras del Rin hasta la costa oriental de Escocia, su caracterización de la cerámica micénica de Ítaca y sus vecinos, la ausencia de un palacio para Odiseo en Pelikata, los supuestos mojones funerarios protogeométricos de Aetos, la clasificación de los trípodes de la Edad de Hierro y la datación de los escudos cretenses, la importancia de la cerámica corintia temprana en Ítaca y de la «cerámica Blakeway» en el sur de Italia, y las interconexiones prehistóricas entre los Balcanes, Grecia central y Occidente».
Benton se mudó a Lossiemouth, Moray en 1970 cuando se jubiló, y luego a Kincraig en 1984, donde se encontraba su familia. Después de una caída, murió en un hospital de Inverness el 12 de septiembre de 1985, a la edad de noventa y ocho años.

## Reconocimientos
Obtuvo los siguientes reconocimientos:
- Curadora honoraria del Museo Elgin
- Miembro del Consejo de la Sociedad Moray
- Miembro honoraria de la Sociedad de Anticuarios de Escocia
- Miembro de la Sociedad de Anticuarios de Londres

## Publicaciones seleccionadas
- 1928 Antiquities from Thiaki, BSA 29, 113–116.
- 1932 The Ionian Islands, BSA 32, 213–246.[5]
- 1931 The Excavation of the Sculptor’s Cave, Covesea, Morayshire, Proc. Soc. Ant. Soc. 65, 177–216.[6]
- 1931 An unlucky sword from Mycenae, Geographical Journal.
- 1935 Excavations at Ithaca III, The Cave of at Polis, 1” BSA 35, 45–73.
- 1937 Herakles and Eurystheus at Knossos, JHS 57, 38–43.[7]
- 1939 Excavations at Ithaca III; The cave at Polis, 2 BSA 39, 1–51.[8]
- 1939 The Date of the Cretan Shields, BSA 39, 52-64.[9]
- 1940 The Dating of Helmets and Corselets in Early Greece,BSA 40, 78-82.[10]
- 1949 Second thoughts on “Mycenaean” pottery in Ithaca, BSA 44, 307–312.
- 1950 The dating of Horses on Stands and Spectacle fibulae in Greece, JHS 70, 16–22.
- 1953 Further Excavations at Aetos, BSA 48, 255–358.
- 1959 The Cup of Arkesilas, Archaeology 12, 3, 178–82.
- 1961 Cattle egrets and bustards in Greek art, JHS 81, 42–55.
- 1970 Nereids and two Attic pyxides, JHS 90, 193–194.
- 1973 Excavations in Ithaca: Tris Langadas, BSA 68, 1-24.[11]